# Sítio arqueológico do Corgo das Conchinhas
O Sítio arqueológico do Corgo das Conchinhas, é um local onde foram encontrados vários vestígios romanos e medievais, na freguesia de São Luís, no Município de Odemira, em Portugal.

## Descrição e história
Este local situa-se no Monte do Corgo das Conchinhas, nas imediações da localidade de Vila Nova de Milfontes, e na margem Norte do estuário do Rio Sado. A cerca de 600 m, no sentido Oeste-Noroeste, encontra-se o Monte da Argamassa, tendo o arqueólogo Jorge Vilhena avançado a teoria que este nome teria origem na existência dos muros romanos na zona. O topónimo Conchinhas poderá vir da existência de restos de conchas de moluscos, que foram consumidos durante a antiguidade. Os principais vestígios do Corgo das Conchinhas são muros junto ao talude do rio, e na plataforma e por debaixo do complexo do Monte do Corgo das Conchinhas, que são constituídos por alvenaria de xisto, unidos por uma argamassa em cal e areia. Destaca-se a presença de um antigo ancoradouro, formado por um bloco de rocha xistosa, situado a cerca de 5 m de distância em relação à margem. O acesso entre o cais e as estruturas em terra era provavelmente feito por um passadiço de madeira, uma vez que foram encontrados os buracos onde os postes assentavam. Em termos de espólio, foram encontrados vários fragmentos de tégulas e ímbrices, e peças em cerâmica comum, em pastas de tons alaranjados e claros, destacando-se uma asa em vidrado melado.  Foram encontradas partes de ânfora de tipologia Dressel 14, produzido entre meados do século I e os finais do século II na áreas costeiras meridionais da Lusitânia, correspondente às modernas regiões do Alentejo litoral e Algarve, e que eram normalmente utilizadas no transporte de peixe salgado.
O local foi ocupado inicialmente durante os séculos I a III d.C., correspondente ao período romano imperial. Foi depois habitado durante a época islâmica. Posteriormente, foi construído um monte sobre as ruínas romanas, que foi depois convertido num alojamento turístico.
Num local das imediações, situado a 500 m a Noroeste do Monte da Argamassa e 800 m de Sudeste do Moinho da Asneira, encontra-se um outro núcleo de vestígios romanos, conhecido como Corgo das Conchinhas 2. Aqui foram encontradas ruínas de edifícios, compostas por silhares de pedra em aparelho regular, que atingem os 30 cm de altura, e uma larga de 30 a 50 m. Estas paredes são formadas por rochas metamórficas, utilizando pedra da zona de São Luís. Os vestígios formam uma área rectangular, com cerca de 4 a 5 m de lado. Foram encontradas partes de tégulas e ímbrices, e de peças de cerâmica comum, usando pastas em tons claros.
Os dois núcleos do Corgo das Conchinhas faziam parte de um conjunto maior de sítios romanos espalhados ao longo das margens do estuário do Rio Mira, que estariam ligados a uma grande povoação situada nas imediações da moderna localidade de Vila Nova de Milfontes, e que atingiu o seu auge entre os séculos I e IV d.C..
Nos princípios do século XX, o arqueólogo Leite de Vasconcelos esteve na área da Herdade da Argamassa, quando esteve à procura da cidade romana de Miróbriga, embora sem sucesso.  Os dois sítios foram alvos de trabalhos arqueológicos em 1999, sob a responsabilidade de Jorge Vilhena. No âmbito do Programa Territorial de Desenvolvimento 2008 – 2013 do Alentejo Litoral, lançado nos finais da década de 2000, foi previsto um conjunto de trabalhos arquelógicos em vários núcleos de vestígios romanos, incluindo os os dois locais do Corgo das Conchinhas, que iriam ser parte de um percurso turístico e cultural na faixa costeira, conhecido como Rota Romana do Litoral Alentejano.